# Rak bishvilo
Rak bishvilo (Hebreeuws: רק בשבילו, Nederlands: Alleen voor hem) is een single van de Israëlische zangeres Moran Mazor. Het lied is de Israëlische inzending voor het Eurovisiesongfestival 2013 in Malmö te Zweden. Daar geraakte het niet voorbij de halve finale. Het nummer is geschreven door Gal Sarig.